# Pirata sagitta
Pirata sagitta là một loài nhện trong họ Lycosidae.
Loài này thuộc chi Pirata. Pirata sagitta được Cândido Firmino de Mello-Leitão miêu tả năm 1941.